# Saryšagan
Saryšagan (in kazako: Сарышаған, in russo Сарышага́н?) è un villaggio kazako.
Nelle sue vicinanze si trova il poligono Sary-Šagan.